# Sobre o Mesmo Chão
Sobre o Mesmo Chão é o segundo álbum de estúdio da banda brasileira de rock alternativo Palavrantiga, sendo o quarto trabalho de toda a sua carreira. Após a repercussão positiva do disco Esperar é Caminhar pela gravadora CanZion Brasil, a banda preparou um novo trabalho, desta vez pela gravadora Som Livre. A obra foi produzida por Jordan Macedo, com colaborações de Lúcio Souza. O projeto gráfico da obra foi produzido pela Imaginar Design.
No final de outubro o encarte do disco foi divulgado, e um pré-lançamento na Rede Super foi realizado. A obra foi lançada no dia 5 de novembro em formato físico e digital.
O trabalho recebeu críticas mistas.
| Críticas profissionais | Críticas profissionais |
| Avaliações da crítica  | Avaliações da crítica  |
| Fonte                  | Avaliação              |
| ---------------------- | ---------------------- |
| Super Gospel           | (favorável)            |
| Fita Bruta             | [ 6 ]                  |
| O Propagador           | [ 7 ]                  |

## Faixas
Todas as faixas escritas e compostas por Marcos Almeida. 
| N.º | Título               | Duração |  |
| 1.  | "Sobre o Mesmo Chão" | 5:36    |  |
| 2.  | "Sagrado"            | 4:45    |  |
| 3.  | "Branca"             | 3:21    |  |
| 4.  | "De Manhã"           | 5:20    |  |
| 5.  | "Rio Torto"          | 3:18    |  |
| 6.  | "Minha Menina"       | 4:38    |  |
| 7.  | "Boa Nova"           | 5:02    |  |
| 8.  | "Rookmaaker"         | 4:41    |  |
| 9.  | "Antes do Final"     | 4:21    |  |
| 10. | "Meu Lar"            | 3:58    |  |
| 11. | "Partiu"             | 4:58    |  |

## Ficha técnica
A seguir estão listados os músicos e técnicos envolvidos na produção de Sobre o Mesmo Chão:
Banda
- Marcos Almeida - vocal, guitarra
- Josias Alexandre - guitarra
- Felipe Vieira - baixo
- Lucas Fonseca - bateria

Músicos convidados
- Lúcio Souza - rhodes e piano em "Rookmaaker"
- Jordan Macedo - produção musical